# Литванија на Европском првенству у атлетици на отвореном 2016.
Литванија је учествовала на 23. Европском првенству у атлетици на отвореном 2016. одржаном у Амстердаму од 6. до 10. августа. Ово је девето европско првенство у атлетици на отвореном на којем је Литванија учествовала. Репрезентацију Литваније представљало је 19 спортиста (6 мушкараца и 13 жена) који су се такмичили у 13 дисциплина (5 мушких и 8 женских).
У укупном пласману Литванија је са једном освојеном медаљом (сребрна) делила 24. место. У табели успешности према броју и пласману такмичара који су учествовали у финалним такмичењима (првих 8 такмичара) Литванија је са 3 учесника у финалу заузела 27. место са 13 бодова.
| Пл. | Земља     | 1. место | 2. место | 3. место | 4. место | 5. место | 6. место | 7. место | 8. место | Бр. фин. | Бодови |
| --- | --------- | -------- | -------- | -------- | -------- | -------- | -------- | -------- | -------- | -------- | ------ |
| 27. | Литванија | -        | 1-7      | -        | 1-5      | -        | -        | -        | 1-1      | 3        | 13     |

## Учесници
| Мушкарци: - Ритис Сакалаускас — 100 м - Ремигијус Канчис — Полумаратон - Рајвидас Станис — Скок увис - Андриус Гудзиус — Бацање диска - Елигијус Рушкис — Бацање диска - Едис Матусевичиус — Бацање копља | Жене: - Лина Гринчикајте Самуеле — 100 м - Егле Балчиунаите — 800 м - Раса Драздаускајте — Полумаратон - Дијана Лобачевске — Полумаратон - Моника Јуодешкаите — Полумаратон - Ремалда Кергите-Даускупрдине — Полумаратон - Ајрине Палшуте — Скок увис - Јогаиле Петрокаите — Скок удаљ - Гиедре Купстите — Бацање кугле - Зинаида Сендриуте — Бацање диска - Ливета Јасиунаите — Бацање копља - Индре Јакубајтите — Бацање копља - Аустра Скујите — Седмобој |  |

полумаратон

## Резултати

### Мушкарци
| Атлетичар         | Дисциплина   | Лични рекорд | Квалификације | Квалификације | Полуфинале           | Полуфинале           | Финале                | Финале       | Детаљи |
| Атлетичар         | Дисциплина   | Лични рекорд | Резултат      | Место         | Резултат             | Место                | Резултат              | Место        | Детаљи |
| ----------------- | ------------ | ------------ | ------------- | ------------- | -------------------- | -------------------- | --------------------- | ------------ | ------ |
| Ритис Сакалаускас | 100 м        | 10,14 НР     | 10,37 кв      | 4. у гр. 3    | 10,40                | 6. у гр. 2           | Није се квалификовао  | 20 / 34 (37) |        |
| Ремигијус Канчис  | полумаратон  | 1:06:36      |               |               |                      |                      | 1:07:12               | 48 / 84 (92) |        |
| Рајвидас Станис   | Скок увис    | 2,31         | 2,23          | 7. у гр. А    |                      |                      | Нису се квалификовали | 17 / 23      |        |
| Андриус Гудзиус   | Бацање диска | 66,11        | 63,60 =ЛРС    | 8. у гр. Б    | 13 / 26 (30)         |                      | Нису се квалификовали |              |        |
| Елигијус Рушкис   | Бацање диска | 63,21        | Без пласмана  | Без пласмана  | Није се квалификовао | Није се квалификовао |                       |              |        |
| Едис Матусевичиус | Бацање копља | 81,28        | 77,86         | 11. у гр. А   | Није се квалификовао | 21 / 30 (32)         |                       |              |        |

### Жене
| Атлетичарка                  | Дисциплина   | Лични рекорд | Квалификације      | Квалификације      | Полуфинале            | Полуфинале            | Финале                | Финале       | Детаљи |
| Атлетичарка                  | Дисциплина   | Лични рекорд | Резултат           | Место              | Резултат              | Место                 | Резултат              | Место        | Детаљи |
| ---------------------------- | ------------ | ------------ | ------------------ | ------------------ | --------------------- | --------------------- | --------------------- | ------------ | ------ |
| Лина Гринчикајте Самуеле     | 100 м        | 11,19 НР     | 11,77              | 7. у гр. 3         | Нису се квалификовале | Нису се квалификовале | Нису се квалификовале | 29 / 31      |        |
| Егле Балчиунаите             | 800 м        | 1:59,29      | 2:08,14            | 6. у гр. 2         | Нису се квалификовале | Нису се квалификовале | Нису се квалификовале | 31 / 31 (32) |        |
| Раша Драздаускаите           | Полумаратон  | 1:12:54      |                    |                    |                       |                       | 1:11:47 ЛР            | 4 / 81 (90)  |        |
| Дијана Лобачевске            | Полумаратон  | 1:11:33      | 1:14:06            | 33 / 81 (90)       |                       |                       |                       |              |        |
| Моника Јуодешкаите           | Полумаратон  |              | 1:17:39 ЛР         | 63 / 81 (90)       |                       |                       |                       |              |        |
| Ремалда Кергите-Даускупрдине | Полумаратон  | 1:16:23      | 1:17:56            | 69 / 81 (90)       |                       |                       |                       |              |        |
| Ајрине Палшуте               | Скок увис    | 1,98 НР      | 1,92 КВ, ЛРС       | 2. у гр. Б         |                       |                       | 1,96 ЛРС              |              |        |
| Јогаиле Петрокаите           | Скок удаљ    | 6,50         | 6,17               | 12. у гр. Б        | Нису се квалификовале | 23 / 24 (26)          |                       |              |        |
| Гиедре Купстите              | Бацање кугле | 16,72        | 15,63              | 11. у гр. А        | Нису се квалификовале | 24 / 27               |                       |              |        |
| Зинаида Сендриуте            | Бацање диска | 65,70        | 58,88 КВ           | 6. у гр. А         | 56,17                 | 13 / 26               |                       |              |        |
| Ливета Јасиунаите            | Бацање копља | 61,32        | 58,21 кв           | 3. у гр. Б         | Није се квалификовала | 19 / 22               |                       |              |        |
| Индре Јакубајтите            | Бацање копља | 63,65 НР     | Без исправног хица | Без исправног хица | Није се квалификовала | Није се квалификовала |                       |              |        |

| Дисциплина    | Аустра Скујите | Аустра Скујите | Аустра Скујите | Аустра Скујите | Аустра Скујите | Аустра Скујите |
| Дисциплина    | Лич. рек.      | Резултат       | Бод.           | Плас.          | Укупно         | Плас.          |
| ------------- | -------------- | -------------- | -------------- | -------------- | -------------- | -------------- |
| 100 м препоне | 13,96          | 14,25 ЛРС      | 943            | 18.            | 943            | 18.            |
| Скок увис     | 1,92           | 1,80           | 978            | 2.             | 1.921          | 10.            |
| Бацање кугле  | 17,86          | 16,31 ЛРС      | 949            | 1.             | 2.870          | 3.             |
| 200 м         | 24,82          | 26,69          | 738            | 18.            | 3.608          | 7.             |
| Скок удаљ     | 6,34           | 6,03 ЛРС       | 859            | 10.            | 4.467          | 7.             |
| Бацање копља  | 54,10          | 45,75          | 778            | 12             | 5.245          | 6.             |
| 800 м         | 2:15,92        | НЗ             | 0              |                | 5.245          | 14.            |
| Седмобој      | 6.599          |                |                |                | 5.245          | 14 / 15 (21)   |